# Thập niên 320
Thập niên 320 hay thập kỷ 320 chỉ đến những năm từ 320 đến 329.